# CNN Chile Radio
CNN Chile Radio es una cadena radial de CNN Chile que emite desde 2024 durante las 24 horas del día desde Santiago, Chile. Opera a través de la compañía Carey Media Holdings, la cual tiene licencia para operar bajo el nombre de CNN en el país sudamericano.

## Historia
En marzo de 2024 Diario Financiero reportó que la periodista chilena Carolina Urrejola había dejado T13 Radio para liderar un proyecto multiplataforma en CNN Chile, sin entregar más detalles.
Dos meses más tarde, Jorge Carey, presidente de la edición chilena de la compañía de noticias, anunció oficialmente el lanzamiento del proyecto, liderado por Urrejola y Fernando Paulsen,quienes conducen CNN Chile Radio AM de lunes a viernes.
Sus transmisiones comenzaron el 7 de junio de 2024 y transmite por streaming, mientras que la edición periodística estará a cargo de Sergio Bravo y José Miguel Mardones.
A partir del 27 de diciembre de 2024, está disponible su señal AM en la frecuencia 570 kHz en la ciudad de Santiago de Chile y alrededores.
Actualmente, en el resto del país y en todo el mundo, sólo es posible escuchar CNN Chile Radio a través de la señal en línea de su página web.